# Henri Alphonse Barnoin
Henri Alphonse Barnoin (7 de julio de 1882 - 17 de marzo de 1940) fue un pintor francés.

## Estilo
Excelente pintor al pastel, Barnoin jugó con los efectos de la luz en los amaneceres y atardeceres (a veces se le ha calificado como pintor posimpresionista), pero representa a menudo grupos de bretonas con el traje tradicional, pescadores y otros temas portuarios, escenas de mercado, procesiones e igualmente paisajes de costa.
Barnoin recorrió y retrató una buena parte de Bretaña, pero tuvo especial predilección por Concarneau y por Le Faouët, cuyo cuadro El perdón de Saint-Fiacre le valió un premio.

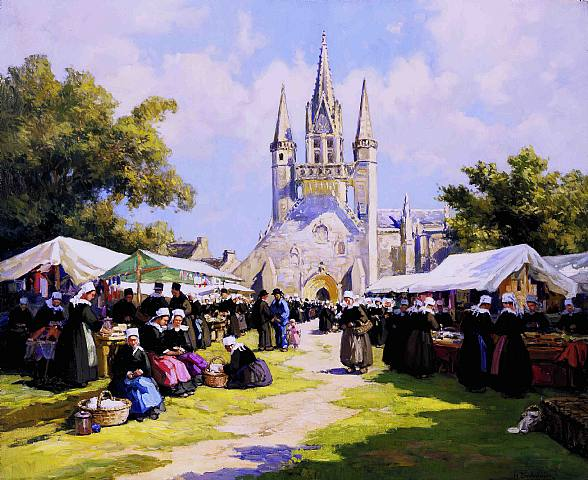
El perdón de Saint-Fiacre.
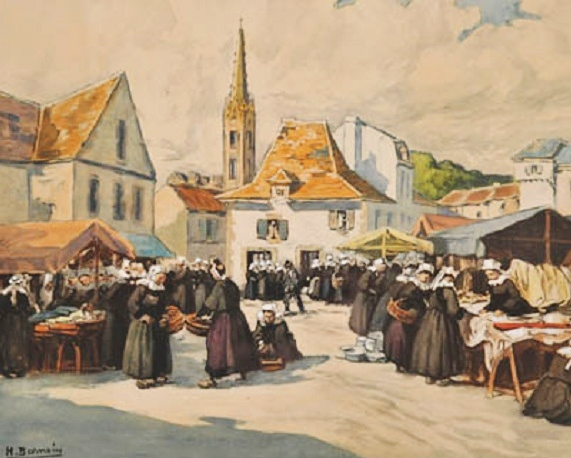
Mercado de telas.
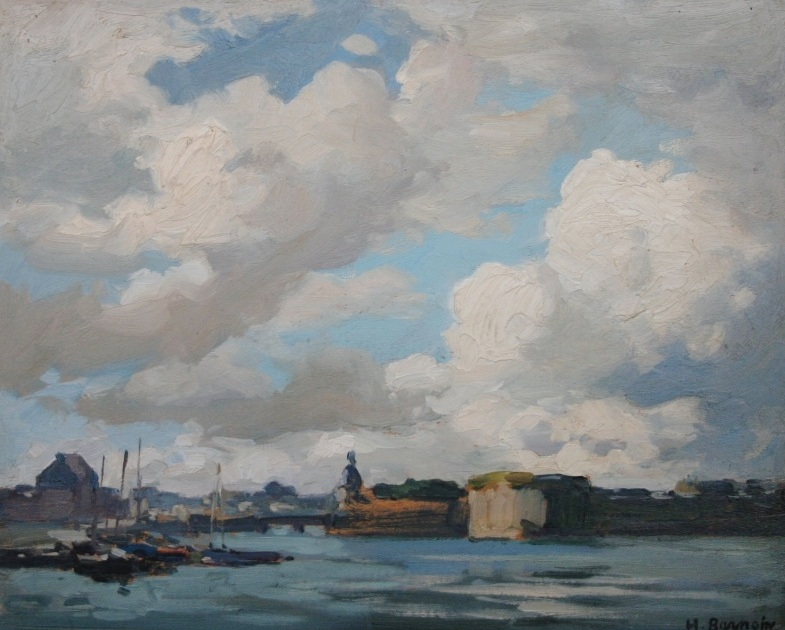
El puerto de Concarneau.
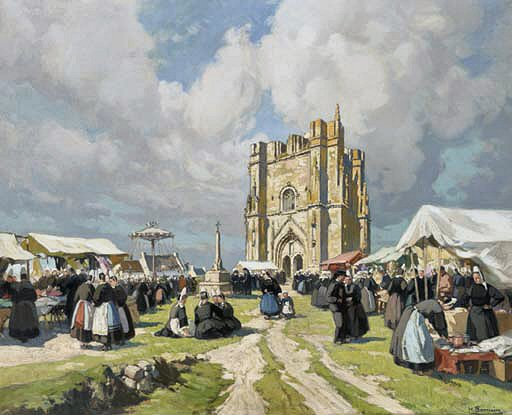
Mercado bretón.
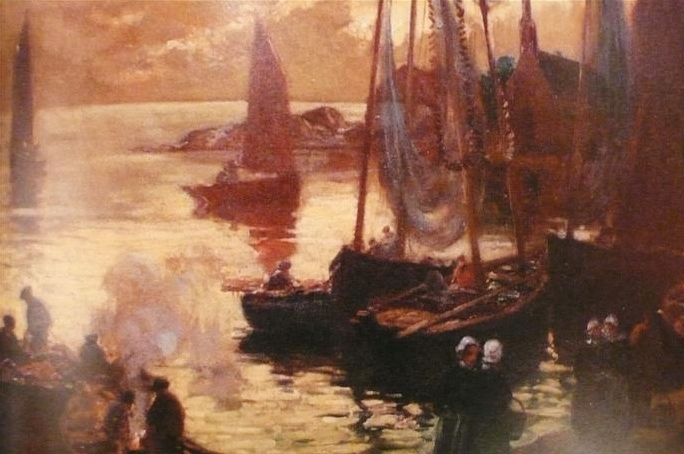
Barcas al atardecer.
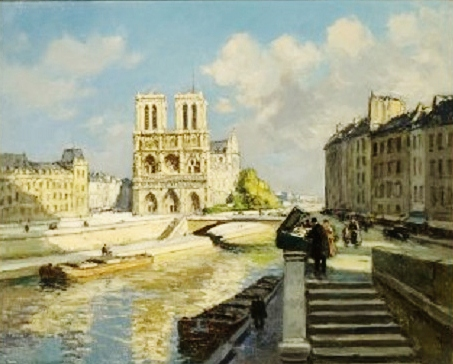
Vista de Notre-Dame.

- Datos: Q371132
- Multimedia: Henri Alphonse Barnoin / Q371132